# Mechanik wachtowy
Mechanik wachtowy (oficer mechanik wachtowy) – stanowisko oficerskie w dziale maszynowym na statku handlowym. Funkcję II mechanika zalicza się do stanowisk na poziomie zarządzania, natomiast funkcję mechanika wachtowego zalicza się do stanowisk na poziomie operacyjnym, niezbędnych dla zapewnienia bezpieczeństwa żeglugi.
Ze względu na moc silników głównych stopień kwalifikacji mechanika wachtowego określają odpowiednie dyplomy morskie:
- dyplom oficera mechanika wachtowego na statkach o mocy maszyn głównych poniżej 750 kW,
- dyplom oficera mechanika wachtowego na statkach o mocy maszyn głównych 750 kW i powyżej.

Dyplomy te odpowiadają dawnym w kolejności jak wyżej:
- dyplom oficera mechanika V klasy,
- dyplom oficera mechanika III i IV klasy.

## Kwalifikacje oficera mechanika wachtowego
1. Do uzyskania dyplomu oficera mechanika wachtowego na statkach o mocy maszyn głównych poniżej 750 kW wymagane jest posiadanie świadectwa motorzysty wachtowego, świadectwa ochrony przeciwpożarowej stopnia wyższego oraz dodatkowej praktyki pływania na stanowisku motorzysty wachtowego na statkach morskich w wymiarze (opcjonalnie):
  1. 4 miesięcy - przy spełnieniu wymagań określonych jak poniżej:
    - zaliczenie pierwszego roku studiów na kierunku mechanika i budowa maszyn albo drugiego roku studiów na kierunku elektrotechnika w uczelni morskiej oraz posiadanie 2-miesięcznej praktyki pływania na statkach morskich w dziale maszynowym, albo
    - ukończenie pierwszego roku nauki na kierunku mechanicznym w specjalnościach: budowa, eksploatacja, obsługa, remonty maszyn i urządzeń okrętowych lub siłowni okrętowych w ośrodku szkoleniowym (policealna szkoła morska) kształcącym co najmniej na poziomie operacyjnym, oraz posiadanie 2-miesięcznej praktyki pływania na statkach morskich w dziale maszynowym, albo
    - ukończenie uczelni technicznej, szkoły policealnej lub średniej zawodowej na kierunku mechanicznym w specjalnościach: budowa, eksploatacja, obsługa, remonty maszyn i urządzeń okrętowych lub siłowni okrętowych, albo ukończenie ośrodka szkoleniowego (średnia szkoła zawodowa) kształcącego w zawodzie marynarza, oraz posiadanie 2-miesięcznej praktyki pływania na statkach morskich w dziale maszynowym, albo
    - posiadanie dyplomu oficera elektroautomatyka okrętowego oraz 2-miesięcznej praktyki pływania na statkach morskich w dziale maszynowym, albo

  2. 6 miesięcy - przy spełnieniu wymagań: posiadanie wykształcenia zasadniczego zawodowego o kierunku mechanicznym w specjalnościach: budowa, eksploatacja, obsługa, remonty maszyn i urządzeń okrętowych lub siłowni okrętowych oraz 6-miesięcznej praktyki pływania na statkach morskich w dziale maszynowym,
  3. 12 miesięcy - wymagane jest dodatkowo złożenie egzaminu na to stanowisko oraz spełnienie wymagań określonych jak poniżej:
    - posiadanie wykształcenia zawodowego o kierunku mechanicznym lub elektrycznym, 12-miesięcznej praktyki pływania na statkach morskich w dziale maszynowym oraz złożenie egzaminu na poziomie pomocniczym, albo
    - posiadanie 24-miesięcznej praktyki pływania na statkach morskich w dziale maszynowym oraz ukończenie kursu w ośrodku szkoleniowym i złożenie egzaminu na poziomie pomocniczym, albo
    - posiadanie 24-miesięcznej praktyki pływania w charakterze pracownika przetwórni statku rybackiego przy obsłudze maszyn przetwórczych lub chłodni oraz 6-miesięcznej praktyki pływania na statkach morskich w dziale maszynowym oraz ukończenie kursu w ośrodku szkoleniowym i złożenie egzaminu na poziomie pomocniczym, albo
    - posiadanie stopnia podoficera Marynarki Wojennej lub Straży Granicznej i 24-miesięcznej praktyki pływania na statkach morskich w dziale maszynowym oraz złożenie egzaminu na poziomie pomocniczym, albo
    - posiadanie stopnia chorążego Marynarki Wojennej lub Straży Granicznej i 18-miesięcznej praktyki pływania na statkach morskich w dziale maszynowym oraz złożenie egzaminu na poziomie pomocniczym, albo
    - posiadanie stopnia mechanika żeglugi śródlądowej I klasy oraz złożenie egzaminu na poziomie pomocniczym.
2. Do uzyskania dyplomu oficera mechanika wachtowego na statkach o mocy maszyn głównych 750 kW i powyżej wymagane jest posiadanie świadectw ratownika, ochrony przeciwpożarowej stopnia wyższego i pierwszej pomocy medycznej oraz:
  1. ukończenie uczelni morskiej na kierunku mechanika i budowa maszyn, odbycie 12-miesięcznej praktyki w dziale maszynowym na statkach morskich o mocy maszyn głównych 750 kW i powyżej, potwierdzonej w wydanym przez uczelnię zaświadczeniu z zaliczenia dziennika praktyk oraz złożenie egzaminu na poziomie operacyjnym,
  2. ukończenie nauki w ośrodku szkoleniowym (policealna szkoła morska) kształcącym co najmniej na poziomie operacyjnym, o kierunku mechanicznym w specjalnościach: budowa i eksploatacja siłowni okrętowych, odbycie 12-miesięcznej praktyki w dziale maszynowym na statkach morskich o mocy maszyn głównych 750 kW i powyżej, potwierdzonej w wydanym przez ośrodek zaświadczeniu z zaliczenia dziennika praktyk oraz złożenie egzaminu na poziomie operacyjnym,
  3. posiadanie dyplomu elektroautomatyka okrętowego oraz dodatkowej 12-miesięcznej praktyki pływania w dziale maszynowym, w tym 6 miesięcy praktyki na stanowisku motorzysty na statkach morskich o mocy maszyn głównych 750 kW i powyżej, potwierdzonej w wydanym przez uczelnię zaświadczeniu z zaliczenia dziennika praktyk oraz ukończenie kursu w ośrodku szkoleniowym i złożenie egzaminu na poziomie operacyjnym,
  4. ukończenie szkoły o kierunku mechanicznym w specjalnościach: budowa, eksploatacja, obsługa, remonty maszyn i urządzeń okrętowych lub siłowni okrętowych, posiadanie świadectwa motorzysty wachtowego, dodatkowej 18-miesięcznej praktyki pływania na statkach morskich o mocy maszyn głównych 750 kW i powyżej na stanowisku motorzysty, w tym co najmniej 6 miesięcy takiej praktyki udokumentowanej w dzienniku praktyk oraz ukończenie kursu w ośrodku szkoleniowym i złożenie egzaminu na poziomie operacyjnym,
  5. posiadanie świadectwa motorzysty wachtowego, dodatkowej 24-miesięcznej praktyki pływania na statkach morskich o mocy maszyn głównych 750 kW i powyżej na stanowisku motorzysty, w tym co najmniej 6 miesięcy takiej praktyki udokumentowanej w dzienniku praktyk oraz ukończenie kursu w ośrodku szkoleniowym i złożenie egzaminu na poziomie operacyjnym.
3. Za równorzędny z egzaminem na poziomie operacyjnym uznaje się egzamin dyplomowy na kierunku mechanika i budowa maszyn w uczelni morskiej.

## Uprawnienia mechanika wachtowego
1. dyplom oficera mechanika na statkach o mocy maszyn głównych poniżej 750 kW uprawnia do zajmowania stanowiska:
  - motorzysty wachtowego - na każdym statku,
  - kierownika maszyn:
    - na statkach rybackich o mocy maszyn głównych poniżej 750 kW w żegludze bałtyckiej,
    - na statkach o mocy maszyn głównych poniżej 750 kW w żegludze krajowej.
2. dyplom oficera mechanika na statkach o mocy maszyn głównych 750 kW i powyżej uprawnia do zajmowania stanowiska:
  - oficera mechanika wachtowego - na każdym statku,
  - kierownika maszyn:
    - na statkach o mocy maszyn głównych poniżej 750 kW w żegludze bałtyckiej,
    - na statkach o mocy maszyn głównych poniżej 1.500 kW w żegludze krajowej.